# شهرستان رامیتن
ناحیهٔ رامیتن (به ازبکی:‌ Romitan tumani، رامیتن تومنی) یک ناحیه در ازبکستان است که در ولایت بخارا واقع شده‌است. ناحیه رامیتن۱۰۵٬۵۰۰ نفر جمعیت دارد.